# Hof van Twente
Hof van Twente est une commune néerlandaise, en province d'Overijssel.